# Bernard Maurey
Bernard Maurey, né en 1948, est un mathématicien français qui s'occupe d'analyse fonctionnelle et plus particulièrement de la théorie des espaces de Banach.
Il a obtenu en 1973 son doctorat de l'université Paris-VII (Denis-Diderot) sous la direction de Laurent Schwartz avec la thèse Théorèmes de factorisation pour les opérateurs linéaires à valeurs dans les espaces Lp. Maurey est professeur à l'Université Paris VII et membre du Laboratoire d'analyse et de mathématiques appliquées du CNRS de l'université de Marne-la-Vallée. Il a été conférencier invité du Congrès international des mathématiciens en 1974 à Vancouver.
Il introduit les espaces de Banach stables en 1981 avec Jean-Louis Krivine,. En 1992, avec Timothy Gowers, Maurey a résolu le « problème des sous-suites basiques inconditionnelles » dans la théorie des espaces de Banach, en montrant qu'il existe des espaces de Banach de dimension infinie dont aucun sous-espace de dimension infinie ne possède de base de Schauder inconditionnelle.